# فرانز باردون
فرانز باردون
'''فرانز باردون''' (1 ديسمبر 1909 - 10 يوليو 1958) كان كاتبا تشيكيًا ومعلمًا للسحر والتعاليم الهرمسية
ولد في مدينة أوبافا في إقليم مورافيا-سيليزيا في جمهورية التشيك . اعتقله النازيون خلال الحرب العالمية الثانية لرفضه المشاركة في التنجيم والسحر لصالح النازية. تم إنقاذ باردون من قبل الجنود الروس الذين داهموا المعسكر. واصل باردو عمله في حقول الهرمسية حتى عام 1958 عندما تم اعتقاله وسجنه في برنو تشيكوسلوفاكيا. توفي باردون من التهاب البنكرياس في 10 يوليو 1958 بينما كان في عهدة الشرطة.

## Notes
1. ↑  Babelio | Franz Bardon (بالفرنسية), QID:Q2877812
2. ↑  Houdini، Harry. A Magician among the Spirits. Cambridge: Cambridge University Press. ص. 79–100. ISBN:9780511910586. مؤرشف من الأصل في 2019-12-10.

## References
- Franz Bardon (2002). Kenneth Johnson (المحرر). Frabato the Magician: An Occult Novel. Gerhard Hanswille (trans.). Merkur Pub. ISBN:1-885928-15-7.